# Pseudotrochalus quadrisubmaculata
Pseudotrochalus quadrisubmaculata är en skalbaggsart som beskrevs av Brenske 1903. Pseudotrochalus quadrisubmaculata ingår i släktet Pseudotrochalus och familjen Melolonthidae. Inga underarter finns listade i Catalogue of Life.